# Józin (Sokołów)
Pour les articles homonymes, voir Józin.
Józin  [ˈjuʑin] est un village polonais de la gmina de Repki dans le powiat de Sokołów et dans la voïvodie de Mazovie, au centre-est de la Pologne.